# Markus Hediger
Pour les articles homonymes, voir Hediger.
Markus Hediger, né le 31 mars 1959 à Zurich, est un poète et traducteur suisse.

## Biographie
Markus Hediger, de langue maternelle allemande, passe son enfance et son adolescence à Reinach, dans le Canton d’Argovie. Après avoir obtenu sa maturité à Aarau en 1980, il fait des études de lettres et de critique littéraire à l’Université de Zurich, qu'il achève en 1990. En 1984/85 il est assistant d’allemand au Lycée Michel-Montaigne à Bordeaux. 
Dès 1975, il part à Paris. C’est là qu’en 1979 il fait la connaissance du poète et dramaturge libanais Georges Schehadé, qu’il fréquentera jusqu’à sa mort en 1989 et qui aura une influence considérable sur ses propres écrits, ainsi que du poète Guillevic et des romanciers Yves Navarre, Julien Green, Georges Borgeaud, Claude Delarue, Jean-Yves Masson et René de Ceccatty. En Suisse, il se lie d'amitié avec Erika Burkart, qui le guide également dans son travail littéraire, Walter Vogt et Giorgio Orelli.
Traducteur en allemand de romans, nouvelles, poèmes et articles, il écrit en 1978 son premier texte poétique en français ; son premier recueil de poèmes, Ne retournez pas la pierre, ne paraîtra cependant qu'en 1996. Il sera suivi, en 2009, de l'ouvrage intitulé En deçà de la lumière et, en 2022, du recueil Dans le cendrier du temps. 
Markus Hediger est membre de l’association ADS – Autrices et Auteurs de Suisse qu'entre 2003 et 2013 il a représentée auprès du CEATL – Conseil Européen des Associations de Traducteurs Littéraires.
Des poèmes de Markus Hediger ont été publiés dans des revues littéraires et dans des anthologies en Allemagne, Colombie, Espagne France, Italie, Ouzbékistan, Pérou, Suisse, Slovénie, Ukraine et ils ont été mis en musique par des compositeurs tels que Constantinos Stylianou : L'Or et l'ombre for high voice and piano (2010-11) .
Depuis décembre 2018, Markus Hediger est président de la fondation Peter Mieg (1906-1990), compositeur, artiste peintre et écrivain, avec qui il était lié d'amitié dans les années 1980.

## Publications
Poésie
- Ne retournez pas la pierre, romésie (1981-1995), Éditions de l'Aire, Vevey 1996  (ISBN 2-88108-437-0)
- Ne retournez pas la pierre – Dreht den Stein nicht um. Français – Deutsch (CD Audio), Arsmedia, Schöftland 1999  (ISBN 3-909188-36-2)
- Là pour me souvenir / Qui per ricordare (traduzione di Alberto Panaro e Grazia Regoli), choix de 17 poèmes en français et en traduction italienne, Lietocollelibiri, Faloppio 2005  (ISBN 88-7848-154-8)
- En deçà de la lumière, romésie II (1996-2007), Éditions de l'Aire, Vevey 2009  (ISBN 2-88108-886-4)
- Pour que quelqu’un de vous se souvienne, Éditions Alla Chiara Fonte, Viganello 2013
- L'or et l'ombre. Un seul corps, romésies I-III (1981-2016), préface de René de Ceccatty, Éditions de l'Aire, L'Aire bleue, Vevey 2017  (ISBN 9782-94058-612-7)
- Dans le cendrier du temps, romésie III (2008-2021), Éditions de l'Aire, L'Aire bleue, Vevey 2022  (ISBN 978-2-88956-222-0)

Essai
- Les Après-midi de Georges Schehadé, essai, in : Rencontre II, Éditions de l'Aire, Vevey 2009  (ISBN 978-2-88108-900-8)

Anthologie
- Passagen – Erzählungen aus der französischen Schweiz 1970-1990, Benziger Verlag, Zürich 1991

Traductions
- Jacques Mercanton, Der Verbannte von Grado (fr. La Sibylle), récits italiens, Zurich Benziger Verlag, 1984
- Étienne Barilier, Die Katze Musica (fr. Musique), roman, Zürich, Benziger Verlag, 1991
- Bernard Comment, Diener des Wissens (fr. L’Ombre de mémoire), roman, Zürich, Benziger Verlag, 1992
- Alice Rivaz, Wolken in der Hand (fr. Nuages dans la main), roman, Frauenfeld, Huber Verlag, 1992
- Jacques Mercanton, Die Stunden des James Joyce (fr. Les Heures de James Joyce), essai, Basel, Lenos Verlag, 1993
- Yves Laplace, Ein vorbildlicher Mann (fr. Un Homme exemplaire), roman, Lenos Verlag, Basel 1994
- Alice Rivaz, Schlaflose Nacht (fr. Jette ton pain), roman, Basel, Lenos Verlag, 1994, 1997, Zürich 2005, Basel 2007 (pièce radiophonique)
- Jacques-Étienne Bovard, Warum rauchen Sie, Monsieur Grin? (fr. La Griffe), roman, Basel, Lenos Verlag, 1996
- Elisabeth Horem, Der Ring (fr. Le Ring), roman, Basel, Lenos Verlag, 1996
- Yvette Z'Graggen, Matthias Berg (fr. Matthias Berg), roman, Basel, Lenos Verlag, 1997, 2004 et 2014
- Alice Rivaz, Aus dem Gedächtnis, aus dem Vergessen (fr. De Mémoire et d’oubli), récits, Basel, Lenos Verlag, 1997
- Yvette Z’Graggen, La Punta (fr. La Punta), roman, Basel, Lenos Verlag, 1999, 2000 et 2008
- Alice Rivaz, Wie Sand durch die Finger (fr. Comme le sable), roman, Basel, Lenos Verlag, 2000 et 2006
- Alice Rivaz, Das Wellental (fr. Le Creux de la vague), roman, Basel, Lenos Verlag, 2001
- Rose-Marie Pagnard, Judiths Vermächtnis (fr. La Leçon de Judith), récit, Basel, Lenos Verlag, 2002
- Jean-Bernard Vuillème, Mit dem Gesicht zum Rücken (fr. Face à dos), roman, Lenos Verlag, Basel 2003
- Yvette Z’Graggen, Die Hügel (fr. Les Collines), nouvelle, Basel, Lenos Verlag, 2004
- Nicolas Bouvier, Aussen und innen (fr. Le Dehors et le dedans), poèmes, Basel, Lenos Verlag, 2005
- Yvette Z’Graggen, Weiher unter Eis (fr. Un Etang sous la glace), roman, Basel, Lenos Verlag, 2006 et 2013
- Yvette Z’Graggen, Lebenssplitter (fr. Eclats de vie), Basel, Lenos Verlag, 2008 et 2016
- Claire Krähenbühl, Ailleurs peut-être / Vielleicht anderswo, anthologie de poèmes 1991-2010, Zurich, Wolfbach Verlag, 2013
- Pierre-Alain Tâche, Dire adieu / Abschied nehmen, Zurich, Wolfbach Verlag, 2017

Traductions de poèmes ou proses poétiques, notamment d’Edmond-Henri Crisinel, Claire Genoux, Jean-Georges Lossier, Fabio Pusterla, Georges Schehadé, Frédéric Wandelère...

## Prix et distinctions
- 1981 : Prix d’encouragement du Kuratorium für die Förderung des kulturellen Lebens du Canton d'Argovie (pour des nouvelles en allemand)
- 1982 : Prix d’encouragement de l’Office fédéral de la Culture (pour des nouvelles en allemand)
- 1986 : Prix d’encouragement du Kuratorium für die Förderung des kulturellen Lebens du Canton d’Argovie (pour un projet de roman en allemand)
- 1990 : Erika Burkart-Förderungsgabe de la Goethe-Stiftung, lors du Prix Mozart décerné à Erika Burkart
- 1992 : Subside de travail pour la traduction par la Fondation Pro Helvetia
- 1994 : Prix de traduction pour l’ensemble de l’œuvre par l’Union de banques suisses
- 1999 : Subside de travail pour la traduction par la Fondation Pro Helvetia

Prix d’encouragement de l’Aargauer Kuratorium (pour un recueil de poèmes en cours)
- 2002 : Prix d'honneur (Ehrengabe) de la Ville de Zurich pour Judiths Vermächtnis (fr. La Leçon de Judith) de Rose-Marie Pagnard
- 2003 : Bourse de travail (Werkjahr) du Canton de Zurich
- 2009 : Contribution à la création (Werkbeitrag) du Canton de Zurich pour Lebenssplitter (fr. Éclats de vie) d'Yvette Z'Graggen
- 2012 : Bourse de travail de l’Aargauer Kuratorium (pour un recueil de poèmes en cours)
- 2016 : Bourse de travail de la Fondation Pro Helvetia (pour un recueil de poèmes en cours)